# Der Trotzkopf
Der Trotzkopf (1885, Svéhlavička) je dívčí román německé spisovatelky Emmy von Rhoden. Jedná se o autorčino nejznámější dílo, které bylo přeloženo do řady jazyků a dočkalo se několika pokračování. Jejich autorem byla v prvé řadě spisovatelčina dcera Elsa Wildhagenová, ale později i řada jiných autorek.
Pro román se někdy v češtině používá název Tvrdohlavá Bětka, aby byl odlišen od českého převodu Elišky Krásnohorské, které je pod názvem Svéhlavička: příběh z pensionátu považováno za jedno z jejích úspěšných děl.

## Obsah románu
Hlavní hrdinka jménem Isle Macketová je patnáctiletá rozmazlená dcera bohatého majitele panství Moosdorf v Pomořansku. Matka jí zemřela krátce po narození, avšak milující otec jí dovolí všechno. Ilse vyrůstá divoce a bez výchovy, chová se spíše jako chlapec a šikanuje své vychovatelky. Vše se ještě více zhorší, když se otec podruhé ožení a přivede do domu nevlastní matku – paní Anne. Nakonec je otec přesvědčen, aby dceru poslal na vychování do internátní školy.
Přes počáteční neshody se z Ilse, díky citlivému přístupu vychovatelek v penzionátu a postupně navazovaných přátelství s chudšími dívkami, stane vychovaná mladá dáma, s pochopením pro jiné. Příběh končí zasnoubením Ilse se synem okresního správce jménem Leo Gontrau, s nímž se seznámila na cestě z penzionátu domů.
V románu autorka vyjadřuje své přesvědčení, že hlavním úkolem ženy je být dobrou hospodyní, manželkou a matkou, a cokoli jiného že může rodině přinést jen problémy. Modelem pro postavu Ilse Macket byla vlastní dcera Emmy von Rhoden, Else, která vyrůstala v penzionátu slečny Möderové (Pensionat des Fräulein Möder) poblíž Eisenachu. Román byl částečně založen na záznamech z Elsiných deníků.
Navzdory určitým změnám v historické představě o úloze ženy je román vydáván dodnes. Ilse zůstává i přes získané dovednosti temperamentní dívkou, kterou její blízcí milují především pro její přirozenost. Poznámka otce, že jeho dřívější divoké dítě se mu líbilo více, naznačuje kritiku výchovného ideálu.

## Pokračování románu
Román byl natolik úspěšný, že se dcera Emmy von Rhoden, Elsa Wildhagenový (1861–1944), rovněž spisovatelka, rozhodla napsat pokračování. Roku 1892 vydala druhý díl cyklu s názvem Trotzkopf's Brautzeit (Svéhlaviččino zasnoubení) a roku 1895 třetí díl Aus Trotzkopf's Ehe (Ze Svéhlaviččina manželství). V románech je popsáno, co předcházelo svatbě Ilse a Lea a pak příběh jejich manželství a výchova jejich dvou dcer, Ruth a Marianne.
O čtvrtý díl se postarala nizozemská spisovatelka Suze la Chapelle-Roobol (1856–1923), která roku 1904 vydala knihu s názvem Stijfkopje als grootmoeder, v němčině roku 1905 jako Trotzkopf als Großmutter (Svéhlavička jako babička). Dílo líčí život Ilse jako vdovy a babičky a končí její smrtí v kruhu milující rodiny.
Roku 1930 vydala Elsa Wildhagenová pátý díl s názvem Trotzkofp's Nachkommen – ein neues Geschlecht (Svéhlaviččini potomci – nové pokolení) o potomcích Ilse a Lea, který však nebyl úspěšný.
Kromě výše uvedených čtyř románů, které jsou považovány za legitimní pokračování původního díla, vznikla v němčině řada napodobenin a údajných pokračování – například Frau Ilse (1895) od Doris Mixové, Trotzkopfs Erlebnisse im Weltkriege (1916) a Trotzkopf heiratet (1919) od Marie von Felseneck.

## Česká vydání
- Svéhlavička, Rudolf Storch, Praha 1899, převyprávěla Eliška Krásnohorská. Úspěch tohoto převyprávěného díla vedl Elišku Krásnohorskou k tomu, že napsala další tři vlastní pokračování.[10]

## Filmové adaptace
- Svéhlavička (1926), český němý film podle převyprávění románu od Elišky Krásnohorské, režie Rudolf Měšťák, v titulní roli Marie Kalmarová.
- A Cabeçuda (1960), portugalský televizní film podle románu Der Trotzkopf.
- Ilsa (1964), brazilský televizní seriál podle románu Der Trotzkopf.
- Der Trotzkopf (1983), západoněmecký televizní seriál, režie Helmuth Ashley.